# Żyła krezkowa dolna

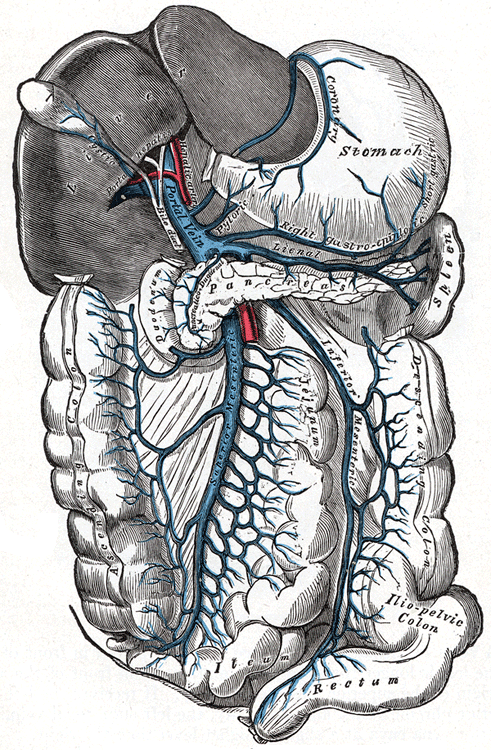
Żyła krezkowa dolna podpisana Inferior Mesenteric

Żyła krezkowa dolna (łac. vena mesenterica inferior) – w anatomii człowieka naczynie żylne będące najsłabszym z trzech korzeni żyły wrotnej wątroby. Odprowadza krew z odbytnicy, okrężnicy esowatej i okrężnicy zstępującej.

## Przebieg
Żyła krezkowa dolna biegnie zaotrzewnowo. Rozpoczyna się w przedłużeniu żyły odbytniczej górnej, wstępuje ku górze wzdłuż lewego obwodu tętnicy krezkowej dolnej i razem z nią krzyżuje do przodu żyłę biodrową wspólną lewą. Od tego miejsca kieruje się pionowo ku górze, spotyka gałąź wstępującą tętnicy okrężniczej lewej w pobliżu jej początku i krzyżuje ją przechodząc do tyłu od niej. Następnie biegnie przyśrodkowo od tętnicy na poziomie zgięcia dwunastniczo-czczego, po czym przyśrodkowo ku tyłowi od trzustki. Uchodzi do żyły śledzionowej w pobliżu początku żyły wrotnej. 

## Dopływy
- żyły esicze
- żyła okrężnicza lewa
- żyła odbytnicza górna

## Odmiany
Żyła krezkowa dolna może: 
- krzyżować gałąź wstępującą tętnicy okrężniczej lewej do przodu
- przebiegać w fałdzie dwunastniczo-czczym górnym otrzewnej
- uchodzić do żyły krezkowej górnej lub w 10% do kąta połączenia żyły śledzionowej i żyły krezkowej górnej.